# 中埠頭車站 (大阪府)
中埠頭車站（日语：／ Nakafutō eki */?，「埠頭」在日文中意指「碼頭」之意）是位於大阪府大阪市住之江區，由大阪市高速電氣軌道（大阪地下鐵）經營的鐵路車站。本站是屬於自動導引中運量輪式大眾運輸系統（新電車）的南港港城線沿線的車站，車站編號為P11。由於本站曾是大阪港運輸系統（OTS）新電車科技港線（現南港港城線的一部份）的終點站與原大阪市交通局所屬新電車路線的銜接點，因此本線的車輛基地設於本站。

## 車站構造
本站採高架設計。中央走道與驗票口位於二樓，月台則位於三樓。站内唯一的驗票口設在往宇宙廣場車站的方向。此站也是南港港城線的車輛基地（機廠）所在地，其入廠側線的道岔設置在靠近宇宙廣場側，離廠線則位於住之江公園側。

### 月台配置
| 月台 | 路線       | 目的地         |
| ---- | ---------- | -------------- |
| 1    | 南港港城線 | 住之江公園方向 |
| 2    | 南港港城線 | 宇宙廣場方向   |

## 利用狀況
2018年11月13日1日上下車人次為5,440人（上車人次：2,733人，下車人次：2,707人）。
| 年度   | 調查日   | 上車人次 | 下車人次 | 上下車人次 |
| ------ | -------- | -------- | -------- | ---------- |
| 1990年 | 11月06日 | 2,105    | 2,219    | 4,324      |
| 1995年 | 2月15日  | 4,623    | 4,811    | 9,434      |
| 1998年 | 11月10日 | 3,518    | 3,434    | 6,952      |
| 2007年 | 11月13日 | 5,278    | 5,493    | 10,771     |
| 2008年 | 11月11日 | 3,028    | 2,969    | 5,997      |
| 2009年 | 11月10日 | 2,644    | 2,696    | 5,340      |
| 2010年 | 11月09日 | 2,668    | 2,684    | 5,352      |
| 2011年 | 11月08日 | 2,656    | 2,716    | 5,372      |
| 2012年 | 11月13日 | 2,708    | 2,834    | 5,542      |
| 2013年 | 11月19日 | 2,689    | 2,698    | 5,387      |
| 2014年 | 11月11日 | 2,779    | 2,814    | 5,593      |
| 2015年 | 11月17日 | 2,741    | 2,802    | 5,543      |
| 2016年 | 11月08日 | 2,521    | 2,579    | 5,100      |
| 2017年 | 11月14日 | 3,362    | 3,596    | 6,958      |
| 2018年 | 11月13日 | 2,733    | 2,707    | 5,440      |

## 历史
- 1981年（昭和56年）3月16日－本站在南港港城線住之江公園～中埠頭路段通車的同時啟用，當時是路線的終點站。
- 1997年（平成9年）12月18日－OTS新電車科技港線（ニュートラムテクノポート線）宇宙廣場～中埠頭間路段通車，中埠頭成為兩條路線的銜接點，雙方皆有列車直通進入對方的路線運行。
- 2005年（平成17年）7月1日：OTS將運輸系統營運部份的業務轉移由大阪市交通局統籌管理，本站也隨之成為大阪市交通局下轄的車站。
- 2018年（平成30年）4月1日：大阪市交通局民營化，成立非上市公司大阪市高速電氣軌道經營原交通局所擁有的各路線，本站也隨之成為該公司旗下的車站。

## 相鄰車站
大阪市高速電氣軌道（大阪地下鐵）
 南港港城線（新電車）
貿易中心前（P10）－中埠頭（P11）－港城西（P12）

## 外部連結
- 車站Guide：中埠頭 - Osaka Metro

34°38′3″N 135°25′3″E / 34.63417°N 135.41750°E